# Ray Charles (альбом)
Ray Charles — дебютный студийный альбом американского музыканта Рэя Чарльза, выпущенный в 1957 году на лейбле Atlantic Records. В 1962 году был переиздан под названием Hallelujah I Love Her So.

## Список композиций
Автор песен Рэй Чарльз, кроме отмеченных
1. «Ain’t That Love» — 2:51
2. «Drown in My Own Tears» (Henry Glover) — 3:21
3. «Come Back Baby» — 3:06
4. «Sinner’s Prayer» (Lloyd Glenn, Lowell Fulson) — 3:24
5. «Funny (But I Still Love You)» — 3:15
6. «Losing Hand» (Charles E. Calhoun) — 3:14
7. «A Fool for You» — 3:03
8. «Hallelujah I Love Her So» — 2:35
9. «Mess Around» (Ahmet Nugetre) — 2:42
10. «This Little Girl of Mine» — 2:33
11. «Mary Ann» — 2:48
12. «Greenbacks» (Renald Richard) — 2:52
13. «Don’t You Know» — 2:57
14. «I Got a Woman» (Charles, Richard) — 2:54

## Участники записи
- Рэй Чарльз — вокал, фортепиано
- Оркестр Рэя Чарльза — instrumentation
- Джерри Векслер— продюсер